# Jindřich Beaufort
Jindřich Beaufort (anglicky Henry Beaufort, 1374? Hrad Beaufort, Anjou – 11. dubna 1447 Winchester) byl anglický kardinál a opakovaně lord kancléř. Byl dominantní osobou v anglické politice během prvních 40 let 15. století. Od roku 1435 do roku 1443 kontroloval vládu slabého anglického krále Jindřicha VI.

## Život
Narodil se okolo roku 1374 jako druhé nemanželské dítě Jana z Gentu a jeho milenky Kateřiny Swynfordové. Jeho rodištěm bylo Anjou, anglická država ve Francii. Jako nemanželské dítě byl předurčen k církevní kariéře. 

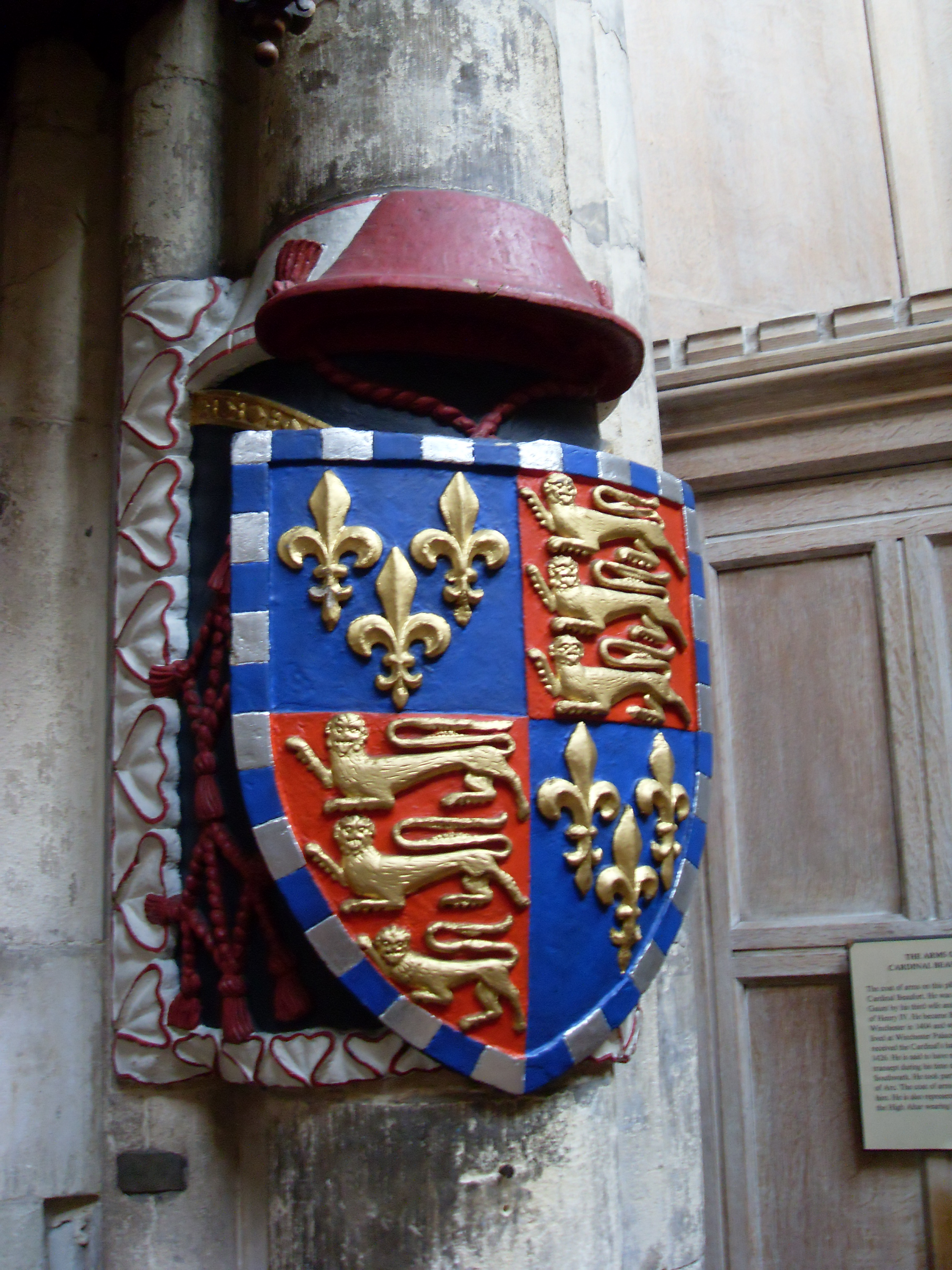
Beaufortův erb

Roku 1396 po sňatku Jana z Gentu s Kateřinou Swynfordovou byl prohlášen se svými sourozenci za právoplatné dědice, to vše stvrdil papež svou bulou. Roku 1398 byl vysvěcen na kněze, a téhož roku se stal biskupem z Lincolnu. Když jeho nevlastní bratr sesadil z trůnu krále Richarda II. a usedl na trůn jako král Jindřich IV., učinil roku 1403 biskupa Beauforta lordem kancléřem. Beaufort z pozice o rok později odstoupil a byl jmenován biskupem ve Winchesteru.
Mezi lety 1411–1413 byl biskup z Winchesteru kvůli spojení s princem Waleským v nemilosti u krále Jindřicha IV. Když roku 1413 Jindřich IV. zemřel, na trůn usedl Jindřich V. , biskup z Winchesteru opět zastával pozici lorda kancléře. Nicméně roku 1417 odstoupil, poté, co mu byl papežem Martinem V. nabídnut kardinálský klobouk. Kardinálem se nestal, díky zamítnutí této nabídky králem Jindřichem V. Král Jindřich V. zemřel v roce 1422 a na trůn nastoupil jeho dědic Jindřich VI. Biskup Beaufort se stal jeho regentem spolu se strýci krále. Roku 1424 se stal ještě jednou lordem kancléřem, ale o dva roky později byl nucen odstoupit kvůli sporům s královými strýci.

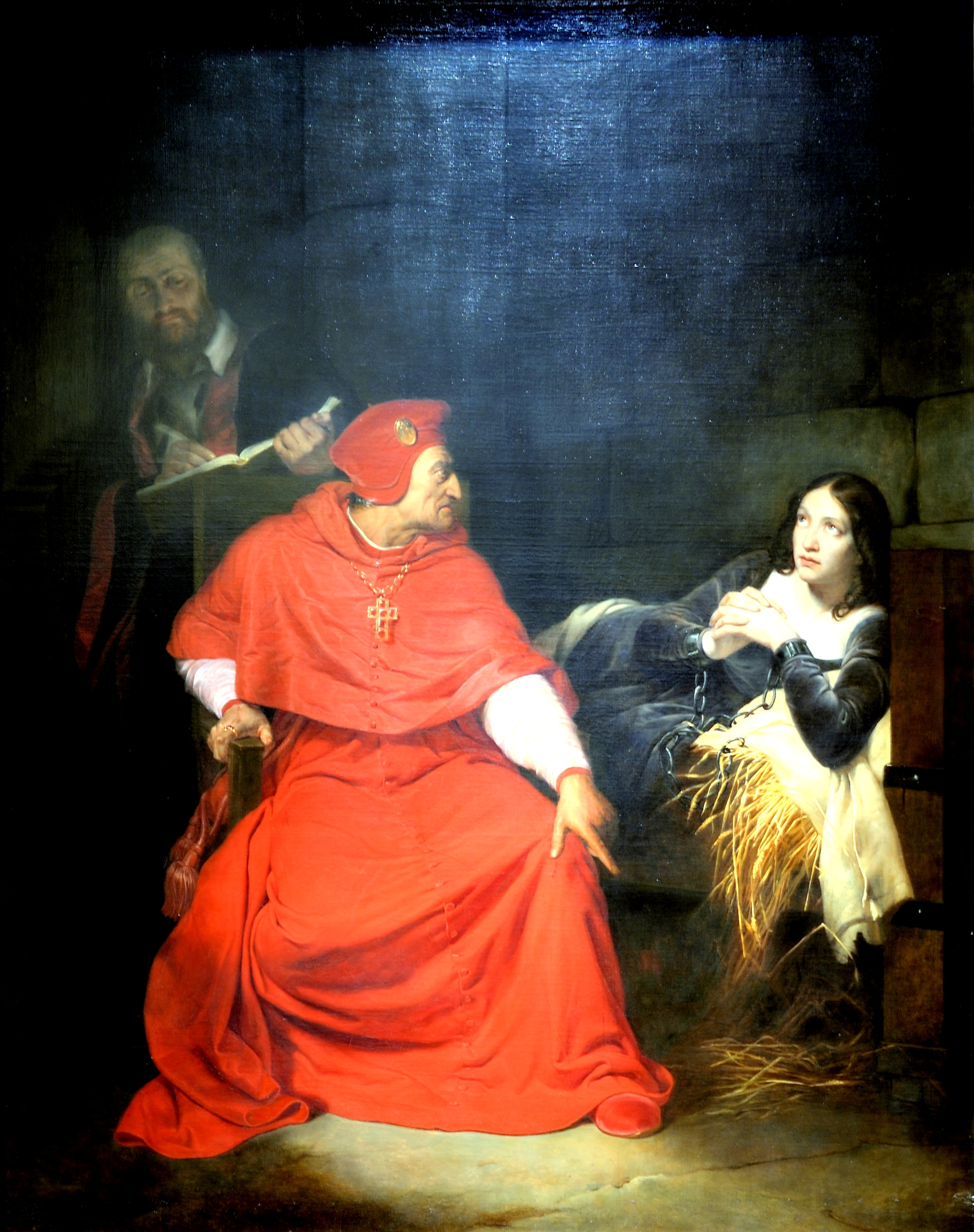
Paul Delaroche: Kardinál Beaufort vyslýchá uvězněnou Johanku z Arku

Roku 1426 mu konečně papež Martin V. udělil kardinálský titul. O rok později byl kardinál Beaufort vyzván papežem Martinem V., aby vedl čtvrtou křížovou výpravu proti kacířům do zemí království Českého – proti husitům. Beaufort směroval křižácké síly k západočeskému Tachovu, kde byly v bitvě 4. srpna roku 1427 husity poraženy. Roku 1431 byl předsedou inkvizičního soudu, při kterém byla Johanka z Arku odsouzena k upálení na hranici.
Kardinál byl nadále velmi aktivní v politice a vždy se mu podařilo vymanit z osidel, které na něj chystali jeho odpůrci. Zemřel roku 1447 a je pochován v hrobce ve Winchesterské katedrále. Podle legendy na smrtelné posteli nabídl smrti celou pokladnici Anglie výměnou za delší život.[zdroj?]